# Hein Wimmer
Hein Wimmer (* 15. Januar 1902 in Küppersteg; † 12. Mai 1986 in Köln) war ein deutscher Gold- und Silberschmied und Bildhauer.

## Leben und Ausbildung
Wimmer kam als Gymnasiast in Kontakt zu der Künstlergemeinde in Marienthal um Pfarrer Augustinus Winkelmann, die ihn prägte. Nach dem Abitur 1920 begann er 1922 ein Studium der Naturwissenschaft und Kunstgeschichte an der Universität Köln. Von 1927 bis 1933 folgte ein Studium an der Kölner Werkkunstschule in der Klasse für Gold- und Silberschmiede sowie Metallbildhauerei, ab 1930 als Meisterschüler. Ab 1933 arbeitete er selbständig. 1937 legte er die Meisterprüfung bei der Kölner Handwerkskammer ab. 1940 wurde er zum Militärdienst einberufen und geriet 1944 in Russland in Kriegsgefangenschaft, aus der er 1947 entlassen wurde. Ab 1949 lehrte er an der Werkkunstschule Krefeld, von 1965 bis zu seiner Pensionierung 1967 mit einer Professur. 
Schwerpunkt seines Schaffens war die sakrale Kunst.

## Ausstellungen (Auswahl)
- 1948: Christliche Kunst der Gegenwart, Köln
- 1958: Weltausstellung Brüssel, deutscher Pavillon
- 1960: Kirchenbau der Gegenwart, München
- 1967: Weltausstellung Montreal, deutscher Pavillon

## Werke (Auswahl)
| - Kirchenausstattungen (Einzelobjekte wie Altar, Ambo, Hängekreuz, Tabernakel, Leuchter, Taufstein etc. bzw. Gesamtausstattungen): - Christus König, Leverkusen-Küppersteg (1930–33) - St. Johann, Steinfurt (1936) - St. Viktor, Dülmen (1936) - St. Katharina, Köln-Niehl (ca. 1947) - St. Walburga, Overath (1955) - Liebfrauenbasilika, Trier (1952) - St. Nikomedes, Steinfurt-Borghorst (1953) - St. Elisabeth, Neuss-Reuschenberg (1953) - St. Johannes, Gladbeck (1954; abgerissen 2022) - St. Margareta, Düsseldorf-Gerresheim (1954) - Zum göttlichen Erlöser, Köln-Rath Heumar (1955) - St. Maria Königin, Bergisch Gladbach-Frankenforst (1955) - St. Meinolphus-Mauritius, Bochum-Ehrenfeld (1955) - St. Nikolaus, Bensberg (1958) - St. Hubertus, Krefeld (1959) - St. Hubertus, Bettel (1959) - St. Bernhard, Köln-Longerich (1961) - St. Ignatius, Essen (1961) - Heilig Geist, Hannover (1963) - St. Juliana, Walsum (1964) - St. Franziskus, Krefeld (1964) - St. Ludgeri, Münster (1964) - St. Johannes, Kranenburg (1964) - St. Stephan, Brühl (1965) - St. Willehard, Bremen (1965) - St. Stephanus, Münster (1965) - St. Johannes-Nepomuk, Burgsteinfurt (1967) - St. Martin, Duisburg (1968) - Heilige Familie, Bottrop-Grafenwald (1969) - St. Peter am See, Hunswinkel (1973) - Friedenskirche Zu den heiligen Engeln, Wesel-Fusternberg (?) - St. Heinrich, Brühl (?) - St. Marien, Datteln - St. Anna, Duisburg-Kaiserberg - St. Sebastian, Münster (?) - St. Joseph, Oelde (?) - St. Marien, Rheydt (?) - St. Gottfried, Wethmar - St. Nikolaus, Bonn-Kessenich | - Weitere Arbeiten (Auswahl): - Sportpreis Pferderennen (Weinkanne) Großer Preis von Krefeld (1954) - Rathauswappen Stadt Krefeld - Amtskette Bürgermeister, Stadt Krefeld - Messkelch für Bernhard Poether (Münster, im KZ Dachau gestorben am 5. August 1942), 1932 - Messkelch für Ludwig Klockenbusch (Münster, wurde später Vorsitzender der Kunstkommission im Bistum Münster), 1932 |